# Stazione di Aino (Hyōgo)
La stazione di Aino (相野駅?, Aino-eki) è una stazione ferroviaria situata nella città di Sanda della prefettura di Hyōgo in Giappone sulla linea Fukuchiyama e servita dal servizio JR Takarazuka della JR West.

## Servizi ferroviari
West Japan Railway Company
■ Linea JR Takarazuka

## Struttura
La stazione è dotata di due marciapiedi laterali con due binari totali. In media circolano circa 2 treni all'ora per tutto il giorno, con rinforzi in direzione Osaka la mattina, e ferma parte degli espressi limitati Kounotori.
| 1-2 | ■ Linea JR Takarazuka | per Sasayamaguchi e Fukuchiyama            |
| 3-4 | ■ Linea JR Takarazuka | per Sanda, Takarazuka, Osaka e Kitashinchi |

## Stazioni adiacenti
| «                   | Servizio            | »                   |
| Linea JR Takarazuka | Linea JR Takarazuka | Linea JR Takarazuka |
| ------------------- | ------------------- | ------------------- |
| Hirono              | Tutti i treni       | Aimoto              |